# Trò chơi cuộn cảnh màn hình ngang

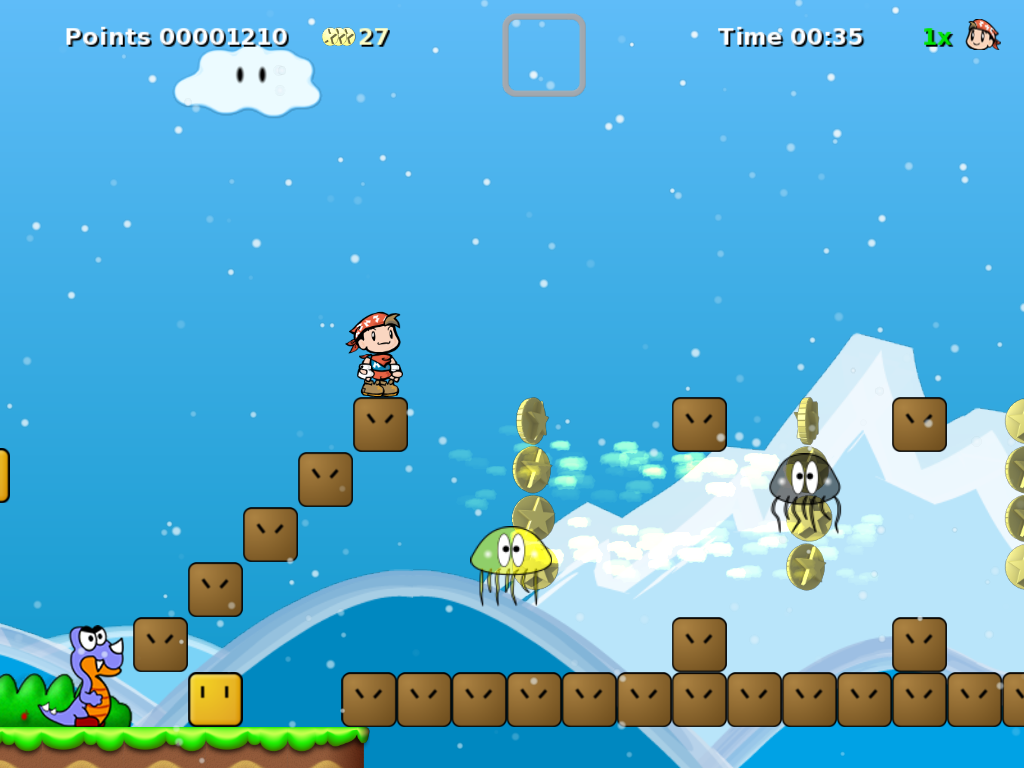
Secret Maryo Chronicles, một trò chơi cuộn cảnh màn hình ngang điển hình

Trò chơi cuộn cảnh màn hình ngang (tiếng Anh: side-scroller) hay trò chơi cuộn bên là một dạng trò chơi điện tử trong đó hành động, quá trình thực hiện trò chơi được quan sát từ góc máy ảnh theo chiều ngang (từ trái sang phải hoặc ngược lại). Nghĩa là, khi nhân vật mà người chơi điều khiển di chuyển sang trái hoặc phải, màn hình sẽ di chuyển theo. Các trò chơi thuộc thể loại này áp dụng công nghệ màn hình cuộn. Quá trình chuyển đổi từ trò chơi có đồ họa màn hình đơn hoặc màn hình lật sang đồ họa cuộn cảnh màn hình ngang trong thời kỳ hoàng kim của trò chơi điện tử cũng như trong suốt thế hệ thứ ba của dòng máy chơi game cầm tay (console) chứng tỏ đây là một bước nhảy vọt quan trọng trong việc thiết kế trò chơi điện tử mà thông qua đó, người ta có thể so sánh quá trình này với quá trình chuyển đổi sang đồ họa 3D xảy ra vào thế hệ thứ năm của dòng máy chơi game cầm tay.